# Obarzym

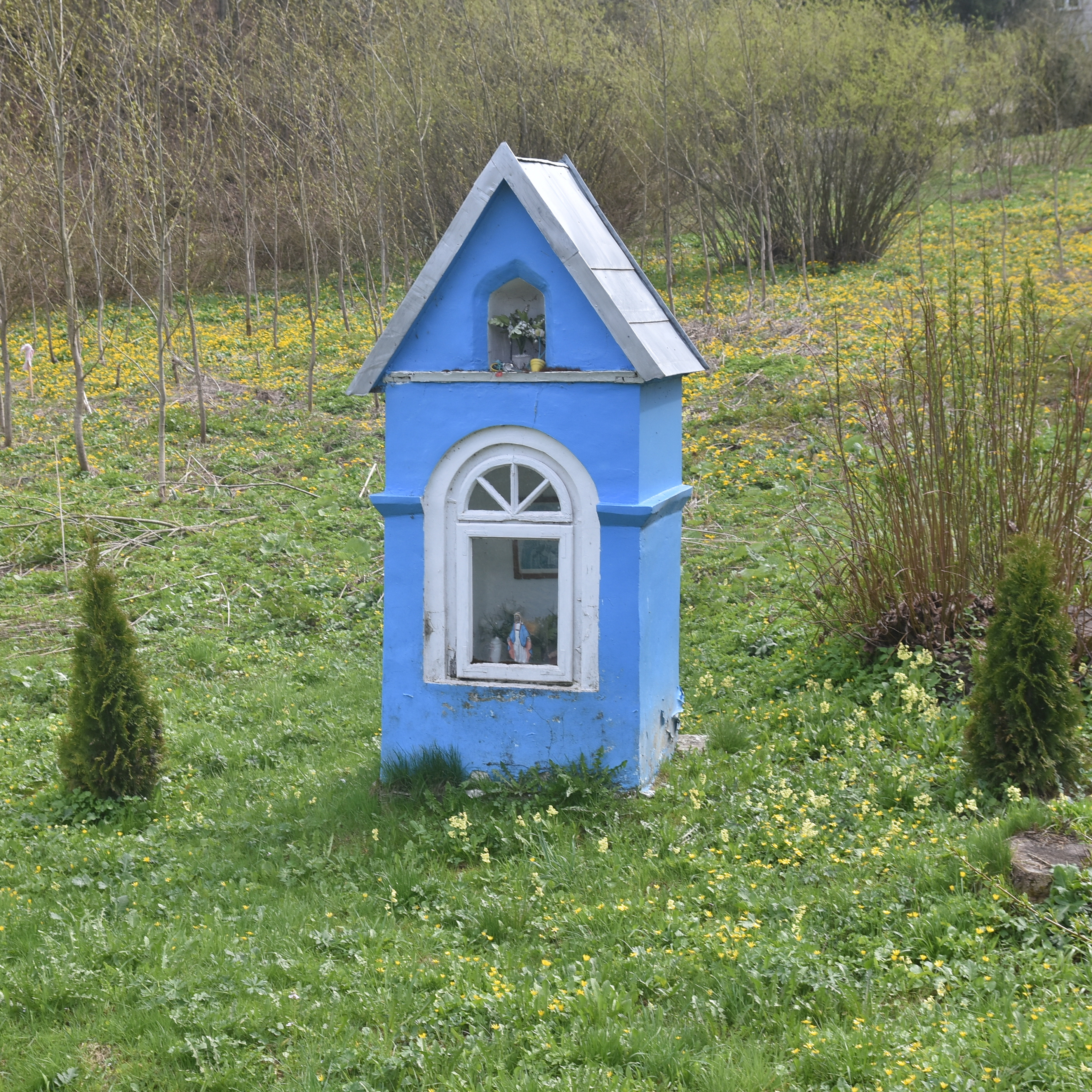
Kapliczka

Obarzym (łac. Amboroma) – wieś w Polsce, położona w województwie podkarpackim, w powiecie brzozowskim, w gminie Dydnia.
We wsi znajduje się cerkiew greckokatolicka pw. Przemienia Pańskiego i powstały w początku XIX w. dwór (własność Dwernickich).
Obarzym liczy 110 numerów. 
31 grudnia 2005 roku wieś liczyła 371 mieszkańców.

## Integralne części wsi
| SIMC    | Nazwa     | Rodzaj    |
| ------- | --------- | --------- |
| 0351047 | Bucznik   | część wsi |
| 0351053 | Dział     | część wsi |
| 0351060 | Kamieniec | część wsi |
| 0351076 | Łaz       | część wsi |
| 0351082 | Poręby    | część wsi |
| 0351099 | Za Chomem | część wsi |

## Historia
Według legendy wieś została założona przez dwóch Rzymian przybyłych z południa. Jej powstanie należałoby datować na drugą połowę IX wieku. Legenda ta znalazła odzwierciedlenie w łacińskiej wersji nazwy wsi. Położona blisko rzeki San weszła w skład zespołu wsi obronnych grodu w Trepczy. Z biegiem lat straciła na znaczeniu, bo według opisu granic z 1533 należała do wsi Niewistka. Wzmiankowana po raz pierwszy w latach 1577 i 1589. Nazwa miejscowości pochodzi od nazwy potoku, nad którym powstała.
Właścicielami posiadłości tabularnej Temeszów z Wicentówką byli: Wincenty Dwernicki (w połowie XIX wieku), Władysław Dwernicki (pod koniec XIX wieku), Włodzimierz Dwernicki (na początku XX wieku), Józef Dwernicki (przed 1939).
W 1947 roku Obarzym stał się punktem zbornym wysiedlanej w wyniku akcji „Wisła” ludności ukraińskiej.
W latach 1975–1998 miejscowość położona była w województwie krośnieńskim.

## Zabytki
- Dawna greckokatolicka cerkiew filialna z 1828. Odnowiona w 1926. W 1970 wyremontowana i od tego czasu użytkowana jako rzymskokatolicki kościół filialny należący do parafii św. Michała Archanioła i św. Anny w Dydni. Pomimo przekształceń dokonanych podczas ostatniego remontu, czytelna pozostaje oryginalna, centralna kompozycja przestrzenna, rzadko stosowana na gruncie budownictwa cerkiewnego na terenie Polski południowo-wschodniej.